# Nemesis Tesserae
Nemesis Tesserae zijn tesserae op de planeet Venus. De Nemesis Tesserae werden in 1985 genoemd naar Nemesis, de godin van de vergelding uit de Griekse mythologie.
De tesserae hebben een diameter van 355 kilometer en bevinden zich in het oosten van het gelijknamige quadrangle Nemesis Tesserae (V-13) en lopen door in het quadrangle Ganiki Planitia (V-14).